# 阪急東宝グループ
阪急東宝グループ（はんきゅうとうほうグループ、英: Hankyu Toho Group）は、かつて存在した日本の企業グループ。現在の阪急阪神東宝グループの前身の一つで、阪急系の企業集団を構成した部分である。

## グループ概要
阪急電鉄の創始者である小林一三は、前身の箕面有馬電気軌道（現在の阪急宝塚線）の時代から鉄道を中心として沿線開発とその住民の需要を満たす事業に取り組む、いわゆる私鉄経営モデルで、住宅地の不動産事業、百貨店、娯楽施設の経営を進め、これが阪急東宝グループを成す企業集団を構成した。
阪急東宝グループの中でさらに、大きく分けると鉄道を中心とした交通・都市開発の阪急電鉄、流通・小売業の阪急百貨店、興行業の東宝を中心としたサブグループがあったが、企業として見たときの資本関係は希薄で、小林が創業したところとその企業文化に共通点を持つ企業の集まりである。
中核企業3社をはじめグループは、かつては旧三和銀行（現：三菱UFJ銀行）をメインバンクとしていた三和グループの企業から構成されるみどり会に属し、阪急電鉄は旧三和グループの社長会である三水会に所属していたことから、阪急東宝グループは三和グループ内の企業集団と看做されることが多かった。
2005年、阪神電気鉄道に対する村上ファンドの株式買い占めが発端となって鉄道分野における阪急阪神の経営統合が実現することとなり、それに伴って企業グループとしても阪急東宝グループと阪神グループが統合することとなった。2006年10月1日「阪急阪神東宝グループ」が発足することで、阪急東宝グループは発展的に解消した。
阪急東宝グループのうち、東宝グループは、ほぼそのまま、阪急阪神東宝グループに引き継がれた。阪急電鉄グループについては、この経営統合にあわせ、阪急阪神ホールディングスとの資本的つながりが重視された一方、資本的には当時まだ神戸市が筆頭株主であった神戸高速鉄道およびその子会社の神戸高速興業が阪急阪神東宝グループ企業として名を連ねるようになった。なお、阪神電気鉄道およびその子会社は、2006年6月の時点で阪急ホールディングスの子会社になったが、阪急東宝グループには組み入れられなかった。その後阪急阪神東宝グループには、発足時から子会社ともども社名を連ねている。阪急百貨店グループは阪神百貨店と経営統合を行い、H2Oリテイリング傘下の阪急阪神百貨店が誕生した。
なお、宝塚歌劇団は阪急電鉄の内部組織の1つであり、会社としては存在しない。

## グループ終了時に所属していた主な企業

### 阪急電鉄グループ
- 阪急ホールディングス株式会社（持株会社）
- 阪急電鉄株式会社
- 阪急バス株式会社
- 阪急観光バス株式会社
- 阪急不動産株式会社
- 株式会社阪急ホテルマネジメント
- 株式会社阪急交通社
- 株式会社阪急エムテック
- 株式会社阪急カーゴサービス
- 株式会社阪急トラベルサポート
- 阪急タクシー株式会社
- 阪急電気工事株式会社
- 株式会社森組
- 株式会社クリエイティブ阪急
- 株式会社阪急ファシリティーズ
- 神戸電鉄株式会社
- 神鉄バス株式会社
- 能勢電鉄株式会社
- 北大阪急行電鉄株式会社
- 北神急行電鉄株式会社
- 株式会社宝塚クリエイティブアーツ
- 株式会社シアター・ドラマシティ
- 株式会社インターナショナル・ミュージカルス新社
- 株式会社阪急ビジネスアソシエイト
- 株式会社阪急サイバーズ
- 株式会社ステーションファイナンス
- 株式会社阪急カード
- オーエス株式会社（東宝グループと重複）
- 株式会社コマ・スタジアム
- 財団法人千里国際情報事業財団
- 株式会社有馬ビューホテル
- 株式会社阪急メディアックス
- 阪急コンストラクション・マネジメント株式会社
- 株式会社宝塚舞台
- ニッポンレンタカー阪急株式会社
- 関西テレビ放送株式会社
- 株式会社遊時創造
- 株式会社阪急アミューズメントサービス
- 株式会社阪急コミュニケーションズ
- 真庭リゾート開発株式会社
- 株式会社天橋立ホテル
- 株式会社いいなダイニング
- 株式会社阪急仁川スポーツガーデン
- 阪急彩都開発株式会社
- 株式会社アーバン・エース
- 株式会社阪急レールウェイサービス
- 株式会社ディー・ディーテクノ
- 西山ドライブウエイ株式会社
- 丹後海陸交通株式会社
- 株式会社阪急電気通信システムズ
- 株式会社ホップス
- 宝塚映像株式会社
- 株式会社ステーションネットワーク関西
- 阪急航空株式会社
- 株式会社ダブルデイ阪急
- 阪急パーキングサービス株式会社
- 株式会社服部緑地自動車教習所
- アルナ車両株式会社
- 株式会社阪急リテールズ

### 阪急百貨店グループ
- 株式会社阪急百貨店
- 株式会社阪急ファミリーストア
- 株式会社阪急オアシス
- 株式会社阪急ニッショーストア
- 株式会社阪急フーズ
- 株式会社ペルソナ（ペルソナカード）

### 東宝グループ
- 東宝株式会社
- 株式会社東宝映画
- 東宝東和株式会社
- TOHOシネマズ株式会社
- オーエス株式会社（阪急電鉄グループと重複）
- 東宝芸能株式会社
- 東宝ビル管理株式会社
- 株式会社東京現像所
- 株式会社東京楽天地
- 東宝舞台株式会社
- 株式会社日本映画新社
- 東宝ミュージック株式会社